# Cessna 162
El Cessna 162 Skycatcher es una  aeronave deportiva liviana (LSA)  estadounidense, biplaza lado a lado, de ala alta arriostrada y tren de aterrizaje triciclo que fue diseñada y producida por Cessna entre diciembre de 2009 y diciembre de 2013. Es el avión que más recientemente se introdujo en la línea de productos de la compañía de aviación general y el que fue cancelado más recientemente; su objetivo era el entrenamiento de vuelo y el uso personal.
El Skycatcher recibió su aprobación de LSA ASTM en julio de 2009.
En un momento 1200 aeronaves habían sido ordenadas. En octubre de 2013, el CEO de Cessna, Scott Ernest, declaró que el Skycatcher no tenía "futuro" y, a fines de enero de 2014, Cessna le dijo a sus distribuidores que dejaran de ofrecer los 162. El 11 de febrero de 2014, Cessna eliminó todo el marketing de Skycatcher de su sitio web oficial. Se vendieron un total de 192 aviones y los restantes 80 aviones no vendidos se usaron para partes hasta diciembre de 2016 cuando se desechó el saldo.

## Desarrollo
Cessna anunció su intención de hacer un estudio de factibilidad para el desarrollo y producción de un avión deportivo ligero el 6 de junio de 2006. El concepto de diseño fue revelado el 24 de julio de 2006 en el EAA AirVenture Oshkosh como el "Cessna LSA" (también referido como el "Cessna Sport"), como un estudio de mercadeo de la factibilidad de producir un avión que cumpliera con las regulaciones de la FAA dentro de la nueva categoría Light-Sport Aircraft.
El 13 de octubre de 2006, nueve meses después del lanzamiento del programa, el concepto del avión prototipo, registrado con la matrícula N158CS, voló por primera vez despegando de la Base McConnell de la Fuerza Aérea con dirección al Aeropuerto Mid-Continent de Wichita, Kansas, alcanzando una velocidad de 110 nudos. Cessna anunció formalmente el programa Skycatcher el 10 de julio de 2007, concediendo una rueda de prensa el 22 de julio en el EAA AirVenture Oskhosh ocasión en la que presentó un modelo a escala real con detalles sobre la planeación de la versión a producir.
El prototipo confirmado tuvo su vuelo inicial el 8 de marzo de 2008 y el primer avión con configuración de producción inicial voló el 5 de mayo de 2008.
La compañía llevó a cabo diversas pruebas que excedían los requerimientos de la ASTM para LSA's, incluyendo pruebas de vibración en tierra y un programa de pruebas completo para comprobar la fatiga en todas las partes del cuerpo de un avión de línea. En julio de 2009 Cessna anunció que el 162 había completado las pruebas de vuelo que solicitaban los estándares de la ASTM.
El 9 de agosto de 2007 Cessna Aircraft anunció que tenían un pedido de 720 Skycatchers que en total sumaban un pedido por 75 millones de dólares. Para el 24 de noviembre de 2007 Cessna tenía 850 pedidos firmados y para finales de 2008 la compañía confirmaba más de 1000 pedidos. En julio de 2009, los pedidos aún se reportaban como "más de 1000". El vicepresidente de ventas de aviones con hélice de Cessna, John Doman, afirmó que la actividad de las ventas había sido lenta debido a que los compradores no querían esperar aproximadamente cuatro años para que se entregara el primer lote de producción.
En diciembre de 2009 la compañía entregó su primer Skycatcher producido a su comprador inicial, el director Ejectutivo (CEO) de Cessna Jack Pelton y su esposa Rose Pelton. La compañía pretendía que para el 2010 la tasa de producción sería de 300 a 400 por año, pero solo 30 aviones fueron entregados en 2010.

## Precio
El Presidente de Cessna y CEO Jack Pelton indicó inicialmente que Cessna quería lograr cifras por debajo de los $100,000 dólares para el avión, lo que era visto como una meta a alcanzar según Pelton. Con ese punto tan bajo del precio Pelton predecía que Cessna podría estar en la capacidad de vender 600 aviones por año.
El anuncio del 22 de julio de 2007 indicaba que este precio objetivo no se podría lograr. Los primeros 1000 aviones ordenados fueron vendidos a $109,500 dólares. El precio subió a $111,500 en 2008 y a $112,500 en 2010.
En noviembre de 2011 la compañía indicó que el precio se había incrementado a $149,000 dólares. Parte del alza se debió a la incorporación de muchas prestaciones que se ofertaban como opcionales y se convirtieron en equipo estándar, incluyendo la pantalla multi funcional, los equipos de comunicación y los parasoles. Cerca de $20,000 dólares del incremento se deben a intentar mejorar las ganancias del avión. Un escritor de AVweb, Russ Niles, afirmó que "El nuevo precio pone al Skycatcher en al tope del mercado de LSA's". El incremento del 30% en el precio llamó la atención de los medios aeronáuticos. Paul Bertorell escribió en AVweb que para él "sólo una cosa nubla la razón respecto a la decisión. Cessna es el único fabricante de LSA bien establecido que también manufactura en China. Si una compañía que posee la economía de escala y el nivel de comercialización de Cessna no puede hacer un avión LSA con un precio más razonable mientras lo fabrica en China, la noción de aviones de bajo costo bien podría ser un mito en el que mucha gente cree".

## Controversia de la producción china
El 27 de noviembre de 2007 Cessna anunció que el Cessna 162 sería fabricado en la República Popular China por Shenyang Aircraft Corporation, que es una subsidiaria de la Aviation Industry Corporation of China, un consorcio de fabricantes de aviones que constituye una empresa pública del gobierno chino. Al fabricar el avión en China, Cessna reportó un ahorro futuro de 71,000 dólares de costos productivos por avión. Una segunda razón con la que justificaron el traslado a Shenyang Aircraft Corporation era que Cessna para ese momento no contaba con capacidad en ninguna de sus plantas en Estados Unidos.
La decisión de producir aviones en China fue controversial y Cessna recibió un alto grado de insatisfacción por parte de los compradores de Cessna 162 y compradores potenciales.
El primer Cessna 162 de línea tuvo su vuelo inicial en Shenyang Aircraft en China el 17 de septiembre de 2009. La entrega a compradores comenzó en diciembre de 2009.

## Certificación en Europa
En abril de 2012 la compañía fue forzada a devolver algunos dineros de depósito compradores en Europa debido a retrasos en obtener la certificación de la EASA. El 162 requería de un Certificado de Tipo y Certificado de Producción para ser vendido en Europa y en ese momento no había obtenido ninguna de las dos.
En julio de 2012 la compañía anunció una solución, en la que el diseño sería removido de la categoría norteamericana de deportivo ligero (light-sport) para trasladarlo a la categoría primaria de aviones. La aceptación en la categoría primaria incluiría los Certificados de Tipo y Producción y permitiría la venta del avión en Europa luego de recibir su validación.

## Diseño

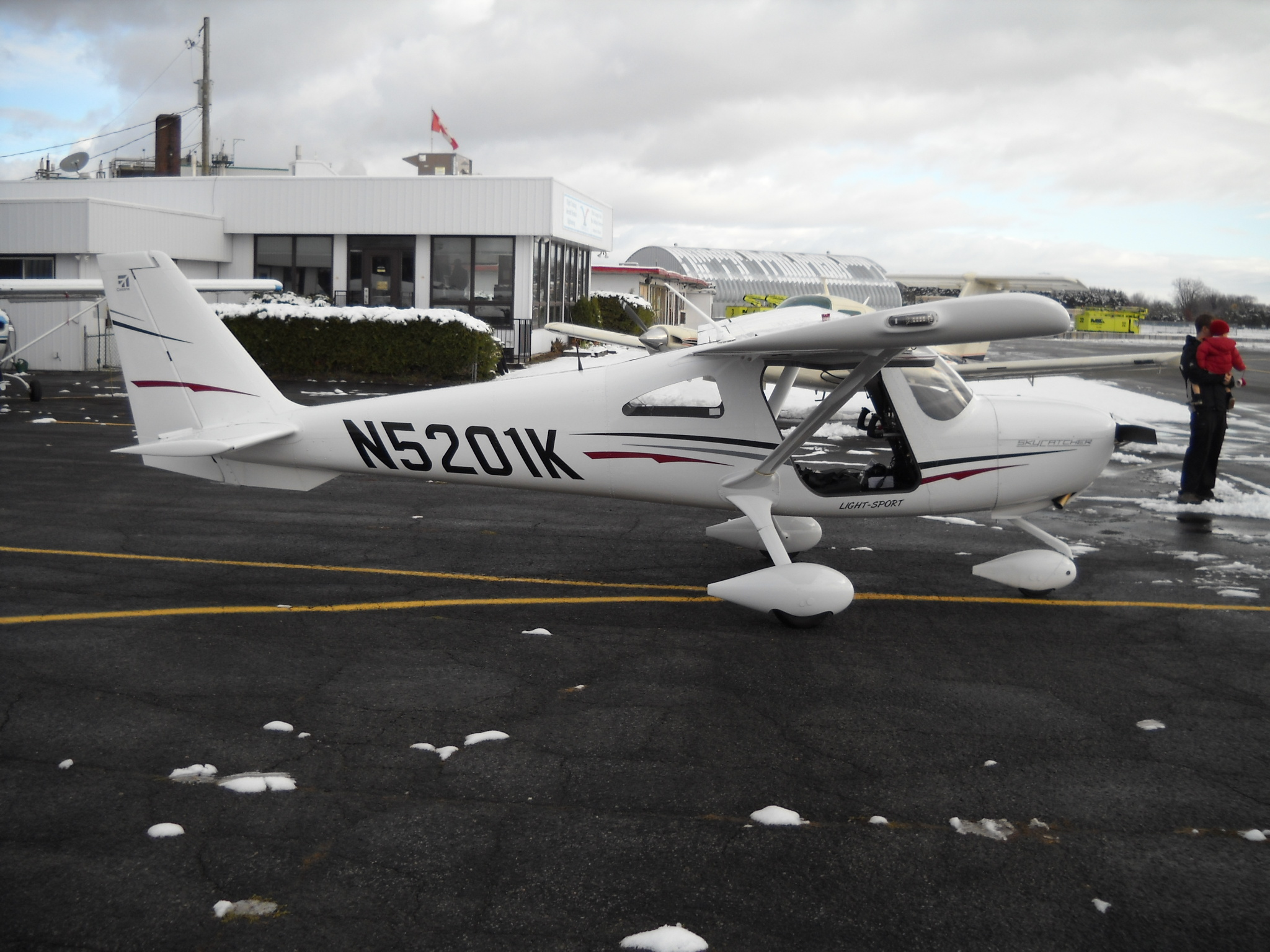
Décimo Skycatcher producido, ensamblado para Cessna por Yingling Aviation a partir de componentes suministrados por la Shenyang Aircraft Corporation.

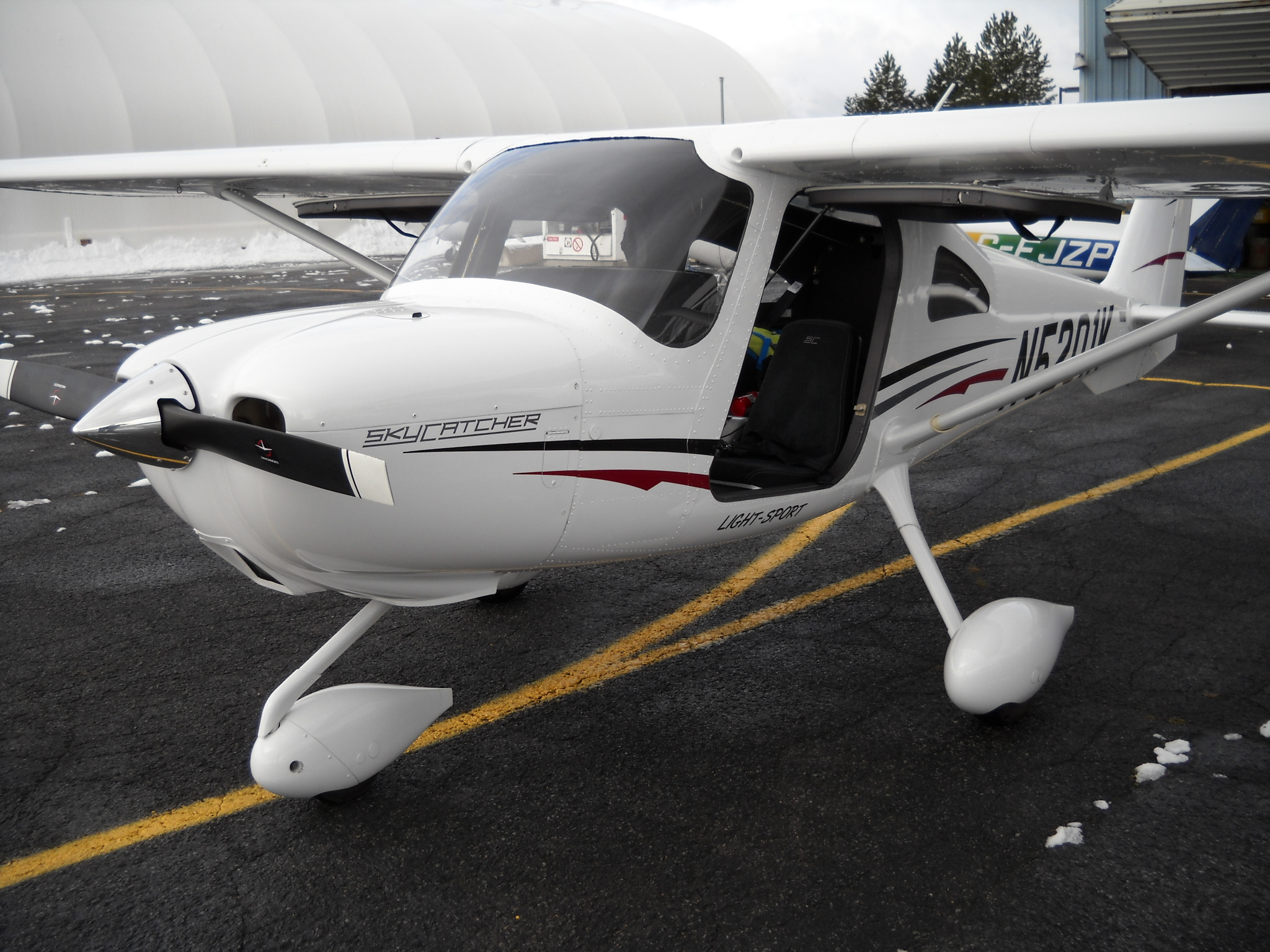
Cessna 162 Skycatcher número diez.

El diseño del Cessna 162 evolucionó considerablemente desde el primer prototipo, incluyendo la posición de las alas y la configuración de la cola. El diseño en monoplano de ala alta tiene un tren de aterrizaje fijo en triciclo, con rueda de morro de dirección libre (su estructura está desplazada hacia adelante respecto al punto de giro como las de los carritos de los supermercados). La envergadura alar es de 9.14 m y el ancho interno de la cabina es de 1,12 m a la altura de los hombros. Las puertas son diferentes a otros modelos biplazas de Cessna y se abren con un pliegue hacia arriba (similar a los automóviles con puertas en "ala de gaviota"). Los controles son inusuales para un Cessna en el sentido en que tiene un timón de comando para una sola mano en vez de ser a dos manos (parecido al "cíclico" de los helicópteros).
La mayoría de la estructura del aparato está hecha de aluminio, con recubrimientos en material compuesto de fibra de vidrio. El Proyecto Cessna LSA a la cabeza de Neal Willford indicaba en agosto de 2006 que Cessna estaba investigando el uso de la técnica de múltiple perforado en serie (match hole drilling) para reducir costos y simplificar la construcción del diseño. Esta técnica es ampliamente usada por la industria de los aviones que se venden en kit para aquellos que tienen un tamaño considerable, pero sería la primera vez que Cessna lo usara para su línea de sus monomotores. El 9 de octubre de 2007 Cessna anunció que el avión podría ser ordenado con un paracaídas balístico instalado de fábrica, desarrollado por Ballistic Recovery Systems, que permite que el avión llegue a salvo a tierra en caso de emergencia.
Mientras el avión de comprobación de concepto voló con un motor Rotax 912S de 100hp, el Cessna de línea está propulsado por un Continental O-200D normalmente aspirado de transmisión directa enfriado por aire, que produce 100hp a 2,800rpm y lleva montada una hélice McCauley de dos palas a paso fijo hecha de material compuesto. Con el motor O-200D el Skycatcher es capaz de llegar a velocidades de crucero tan altas como 118 nudos, con un peso bruto de 599kg.
El Cessna 162 está equipado solamente con instrumentación de reglas de vuelo visual para día y noche (VFR). El avión de línea fue lanzado con un EFIS Garmin G300, así como un sistema de radios de comunicación Garmin SL40, un transponder GTX327, y un ELT de 121.5 MHz (Radiobaliza de emergencia). Los datos de vuelo se presentan en el G300 en un monitor único , con una pantalla dividida que contiene combinadas la pantalla principal de vuelo y otra multifuncional. La información también puede ser mostrada en dos monitores de tamaño completo con la instalación de una segunda pantalla, que es opcional al momento de la compra. Un piloto automático y un panel de audio también son opciones adicionales.
El Cessna 162 tiene un peso bruto de despegue de 599 kg y un peso vacío en configuración estándar de 382 kg. Con una carga total de combustible de 144 lb (24 galones) la carga útil remanente para tripulantes y equipaje es de 150 kg. El peso estándar en vacío no incluye el peso del extintor, el ELT, los tapetes del piso, el primer (cebador) del motor, el combustible inutilizable y otros ítems que normalmente se calculan en este valor. Uno de los primeros ejemplares de este avión tenía un peso con equipamiento de 392 kg, lo que le daba una carga total de combustible de 311 lb.

### Accidentes de vuelos de prueba y rediseños
Choque del primer prototipo
Un prototipo sin completar del Cessna 162, registrado como N162XP, se estrelló el 18 de septiembre de 2008, en una arboleda cerca a Douglass, Kansas, a unos 30 km al sureste de Wichita, Kansas. El piloto de pruebas saltó con paracaídas para salvarse y sufrió heridas leves. El prototipo había volado cerca de 150 horas antes del accidente.
La NTSB señaló el 18 de septiembre de 2008 que el Cessna 162 estaba registrado en la categoría experimental y que se encontraba en un vuelo de prueba cuando el accidente tomó lugar. La secuencia de la prueba incluía una serie de entradas en pérdida conducidas, a una altitud de 10,000 pies. El avión entró en una picada en barrena no intencional, y el piloto de pruebas no logró recuperar su control cuando bajó de los 5,000 pies, por lo que decidió salir del aparato. Cessna confirmó que el 162 entró en la barrena con maniobra a comandos cruzados (timón de cola dirigido en dirección opuesta a la de la columna de dirección que controla las alas), con entrada en pérdida teniendo el motor encendido, y la barrena se volvió plana (sin velocidad indicada) haciendo imposible recuperar su comportamiento. La compañía indicó que la prueba estaba por encima de los parámetros requeridos por la certificación LSA y que el accidente produjo cambios muy pequeños en el diseño. El avión estaba equipado con el paracaídas de BRS, pero falló al momento de su activación.
Rediseño de 2008
A pesar de las primeras afirmaciones que decían que el accidente produjo pequeños cambios con respecto al prototipo accidentado, a finales de 2008 el 162 recibió un estabilizador vertical rediseñado. El nuevo paral tiene un área más grande y tiene menos curvatura que el original. Cessna afirmó que las pruebas en túnel de viento de la nueva configuración mostraban que ahora no presentaba las características que favorecerían una barrena irrecuperable. La cola rediseñada voló por primera vez en el Cessna registrado con la matrícula N162CE, el primer avión con características completas de producción, el 15 de diciembre de 2008.
Otro enfoque en los cambios de diseño se centraba en reducir peso, y como resultado los asientos del 162 tuvieron que rediseñarse, cambiando el material de la silla que pasó de ser un compuesto a aluminio. Con un nuevo paral más largo, una aleta dorsal no era necesaria y fue eliminada del diseño original para reducir más peso.
Choque del segundo prototipo
El Cessna N162CE se vio envuelto en un accidente durante el vuelo de prueba del 19 de marzo cerca de Wichita, Kansas. Durante una prueba de entrada agresiva en barrena, con motor encendido y condiciones de controles cruzados, el avión entró en una "barrena rápida y desorientadora" y el piloto no pudo revertirla para controlar el avión. El piloto de pruebas activó exitosamente el paracaídas balístico de emergencia, que detuvo la barrena, pero a pesar de haber sido diseñado para ser disparable no pudo ser removido del aparato en vuelo. La apertura de emergencia de la puerta que estaba diseñada para permitir un escape de emergencia estaba fijada de modo incorrecto antes del vuelo luego de ser probada para impedir que el piloto saliera accidentalmente del avión.[cita requerida] Debido a que el avión estaba muy bajo para hacer segura una maniobra de abandono el piloto permaneció dentro del mismo, teniendo un aterrizaje forzoso que dañó de forma irrecuperable el tren de aterrizaje, pero permitió que el piloto saliera ileso. El piloto abandonó el avión y logró remover el paracaídas que permanecía fijo en el aparato. El viento arrastró luego el avión por aproximadamente 1000m hacia una cerca, que cayó sobre sí mismo en posición invertida dañándose seriamente. El accidente dejó a Cessna sin Skycatchers para el programa de vuelos de prueba.
Luego del choque del segundo prototipo, el vocero de la compañía aseguró que todos los detalles referentes al futuro del programa quedaban bajo revisión de la compañía. El 25 de marzo de 2009 el director Ejecutivo de Cessna, Jack Pelton, confirmó que el programa del 162 continuaría, diciendo: "La necesidad de un avión de entrenamiento biplaza, moderno y rentable, nunca antes había sido tan grande y creemos que estamos bien posicionados para llegar a suplirla. El programa Skycatcher es una parte importante de nuestra estrategia."
El modelo de producción final del 162 incorporaba un ala más delgada y cambios adicionales en la cola, incluyendo el paral vertical y una aleta ventral que hacían al avión más resistente a entrar en barrenas.

## Producción
En enero de 2010 la compañía anunció que la entrega a sus compradores de 162s sufriría retrasos de seis a diez meses. La compañía indicó que gran parte de los retrasos se debían a modificaciones requeridas en los aviones producidos por Shengang Aircraft como resultado de las pruebas adicionales a la certificación y al choque de los prototipos. El avión sería entregado desde China, ensamblado por el contratista de Cessna, Yingling Aviation, y luego modificado con la superficie mayor del timón y la disminución de las carreras del elevador y los alerones. A cierto punto estos cambios serían incorporados en la línea de producción china.

## Especificaciones

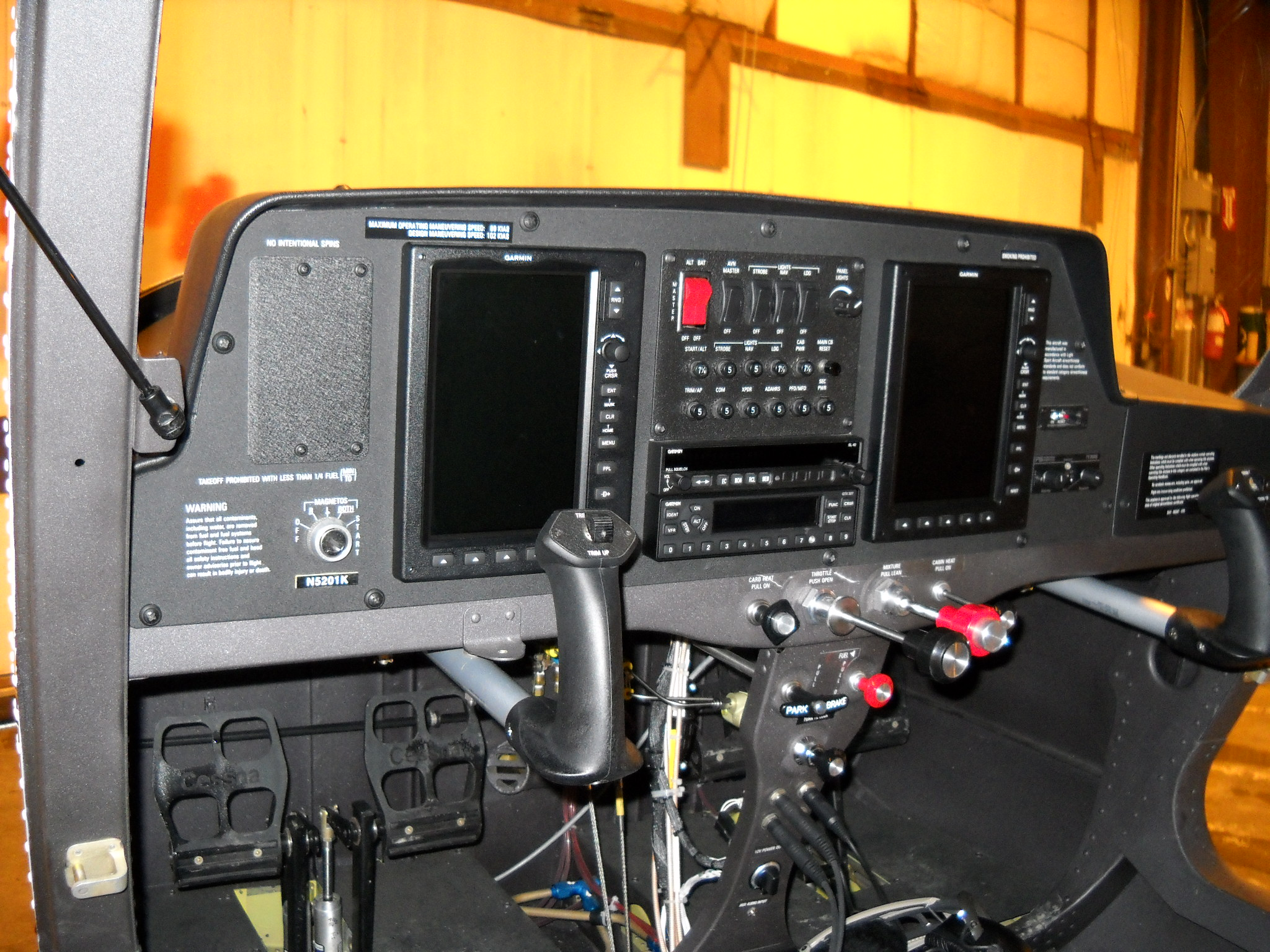
Panel de instrumentos del Cessna 162 Skycatcher. Este avión es una versión de demostración de fábrica y tiene la segunda pantalla EFIS opcional instalada

Referencia datos: Sitio web oficial de Cessna, Skycatcher 162

### Características generales
- Tripulación: 1
- Capacidad: 2
- Longitud: 6.95 m (22.8 pies)
- Envergadura: 9.14m (30 pies)
- Altura: 2,53 m (8.53 pies)
- Superficie alar: 11.14 m² (120ft2)
- Peso vacío: 843 lb (382 kg)
- Peso útil: 477 lb (216 kg), que incluyen un máximo de 144 lb (65 kg) de combustible, equivalentes a 24 galones de AvGas.
- Peso máximo al despegue: 1324 lb (601 kg) en rampa, 1320 lb (599 kg) en despegue, 1320 lb (599 kg) en aterrizaje
- Planta motriz: 1× a pistón con cilindros horizontalmente opuestos Continental O-200D.
  - Potencia: 100hp
- Hélices: 1 x McCauley de paso fijo, diseño a dos palas en material compuesto

### Rendimiento
- Velocidad nunca excedida (Vne): 148 nudos (274 km/h, 170 mph)
- Velocidad máxima operativa (Vno): 113 ktas (209 km/h, 130 mph)
- Velocidad crucero (Vc): 112 nudos (207 km/h, 129 mph)
- Velocidad de entrada en pérdida (Vs): 40 kcas (74 km/h, 46 mph)
- Alcance: 440 Nm (870km, 540 mi) a 6,000 pies (1,830m)
- Radio de acción: km
- Alcance en combate: km
- Alcance en ferry: km
- Techo de vuelo: 15,500 pies 4,227 m
- Régimen de ascenso: 880 pies/min (4.47 m/s)
- Carga alar: 55.0 kg/m² (11.0 lb/ft2)

### Aviónica
- EFIS Garmin G300